# James Webb (Historiker)
James Charles Napier Webb (* 13. Januar 1946 in Edinburgh; † 8. Mai 1980 bei Durisdeer, Dumfries and Galloway, Südschottland) war ein britischer Historiker und Kulturwissenschaftler. Er gilt als Pionier der historischen Betrachtung des Okkultismus und seines Kontextes im 19. und 20. Jahrhundert.

## Leben
Webbs Vater war als Soldat in Deutschland stationiert und nahm sich aus unbekannten Gründen zwei Wochen vor der Geburt des Sohnes das Leben. Seine Mutter heiratete kurze Zeit später erneut. Aus dieser zweiten Ehe gingen zwei Töchter hervor.
Er besuchte die Harrow School in London. Während seiner Schulzeit lernte er Deutsch, Russisch und Französisch. Vor Beginn seines Studiums in Cambridge verbrachte er ein halbes Jahr bei einer Wiener Familie, um seine deutschen Sprachkenntnisse zu verbessern. In dieser Zeit wurde er Opernliebhaber.
Er studierte Geschichte und Neuere Sprachen am Trinity College in Cambridge. Er war ein brillanter Student und gewann mehrere Preise. Im Jahr 1967 schloss er sein Studium ab.
Im Jahr 1965 lernte er Mary Thomas kennen, die Tochter eines Chirurgen aus Yorkshire, die als Fotografin für Zeitschriften tätig war. Beide heirateten 1974 in Camden.
Im Jahr 1967 arbeitete er als Ghostwriter und wurde Schullehrer an seiner alten Harrow School in London und Trainee im britischen Fernsehen. Seine ganze Leidenschaft galt der Erforschung des Okkultismus. Aus den Mitteln seiner Erbschaft baute er eine rasch wachsende Privatbibliothek auf.
Für Richard Cavendishs 12-bändiges Sammelwerk Man, Myth & Magic: The Illustrated Encyclopedia of Mythology, Religion and the Unknown.  schrieb er zahlreiche Beiträge.
Im Jahr 1971 erschien sein erstes Buch mit dem Titel The Flight from Reason. Volume 1 of The Age of the Irrational, das als spätere Neubearbeitung in den USA unter dem Titel The Occult Underground: The 19th Flight from Reason (La Salle Illinois 1974) nachgedruckt wurde. Im Jahr 1973 erschien als Fortsetzung sein zweites Buch The Occult Liberation, das in den USA unter dem Titel The Occult Establishment nachgedruckt wurde. Im Jahr 1976 schloss er die Arbeiten an seinem dritten und bedeutendsten Werk The Harmonious Circle. The Lives and Work of G. I. Gurdjieff and P. D. Ouspensky and Their Followers ab, das im Jahr 1980 im New Yorker Putnam Verlag erschien. Darin zeichnet ein detailliertes Bild der russlandstämmigen spirituellen Lehrer Georges I. Gurdjieff und P. D. Ouspensky und der Geschichte ihres Enneagramm-Konzepts, das später unter anderem in der Seelsorge des Jesuitenordens breit rezipiert wurde.
Ende der 1970er Jahre arbeitete er an einem vierten Buch, in dem es um die in der Geschichte Schottlands so verheerende Schlacht von Flodden Field in Northumberland am 9. September 1513 und deren Einfluss auf die schottische Renaissancekultur ging. Für ein fünftes Buch, eine Studie über Rudolf Steiner, hatte er bereits einen Vertrag unterschrieben. Diese beiden letzten Buchprojekte konnten jedoch nicht mehr verwirklicht werden.
Etwa seit 1969 betrachtete er sich selbst als Sachbuchautor, fand aber als solcher kein Auskommen. In den Folgejahren war er vielfach als Herausgeber tätig. So gab er als Reihenbetreuer für die Arno Press in New York 33 Bände mit Faksimiles klassischer Texte zur Geschichte des Okkultismus heraus. Darunter Bücher von M. A. Arwood, James Bonwick, Reuben Briggs Davenport, Carl du Prel, C. H. Hinton, Ethan Allen Hitchcock (dessen Interpretation der Alchemie C. G. Jung beeinflusst hat), Carl Kiesewetter, William Stainton Moses, Allan Kardec, A. P. Sinnett, Wsewolod Solowjow und Karl Friedrich Zöllner. Ebenfalls für Arno Press wurden die 34 Bände der Reihe Perspectives in Psychical Research (1976) von ihm betreut. Darunter befanden sich klassische Texte parapsychologischer Forschung von Autoren wie Hereward Carrington, John Edgar Cover T. Fukurai, Hans Driesch, Frederic W. H. Myers, Frank Podmore, Harry Price, Eleanor Mildred Sidgwick, Albert von Schrenck-Notzing sowie die Geschichte des Spiritismus von Arthur Conan Doyle und viele andere. Daneben besorgte er als Herausgeber etwa 65 Bände historischer und anthologischer Publikationen in den Bereichen Okkultismus, Spiritismus, Theosophie und Parapsychologie.
Im Jahr 1976 zog das Ehepaar Webb von London zurück nach Schottland, wo es eine ehemalige Kapelle bei Durrisdeer erwarb und zum Wohnhaus umgestaltete. Nachdem er seine zahlreichen Freunde in Südengland zurückgelassen hatte, geriet er in Schottland in eine soziale Isolation, in der sich für ihn keine neuen beruflichen Perspektiven auftaten. Nachdem ein Forschungsstipendium und sein Erbe aufgebraucht waren und seine Bücher kein Geld einbrachten, nahm sein Leben eine tragische Wendung. Obwohl seine Bücher gute Rezensionen erhielten, fand er keine akademische Anstellung. Auf Drängen seiner Frau nahm er schließlich eine Anstellung in einer Werbeagentur an. In dieser letzten Lebensphase verlor er die Hoffnung, genug Mittel und Zeit für seine Forschungen und seine Buchprojekte aufbringen zu können. Er bekam schwere psychische Probleme mit Anzeichen einer Schizophrenie und erschoss sich am 8. Mai 1980 im Alter von 34 Jahren.

## Rezeption
Webb war einer der ersten Forscher, die sich wissenschaftlich mit dem Okkultismus des 19. Jahrhunderts beschäftigten, wohlwissend, dass auch die wissenschaftlich distanzierte Beschäftigung mit diesem von der Geschichtswissenschaft gemiedenen Themenfeld das Ende seiner wissenschaftlichen Karriere bedeuten konnte.
Webb setzte die Forschungen des Historikers George Mosse fort, der die Verbindungen zwischen esoterischen Strömungen und Politik der letzten zwei Jahrhunderte untersuchte.
Die beiden ersten sich ergänzenden Bücher Webbs wurden mehrfach neu aufgelegt, in entsprechenden Fachkreisen gelobt, erreichten aber über einen kleinen Kreis hinaus nur ein spezielles Publikum. Colin Wilson führte aus, dass Webb bei seinen Zeitgenossen förmlich zwischen die Stühle fiel, weil einerseits das akademische Publikum, insbesondere die Historikerzunft, für seine Themen nicht aufgeschlossen war, und anderseits die Okkultszene, auch wenn er diese als Leserschaft nicht im Fokus hatte, durch seine skeptische Einstellung auf Distanz blieb, weshalb er zum „Geheimtipp“ avancierte. Sein drittes Buch The Harmonious Circle. The Lives and Work of G. I. Gurdjieff and P. D. Ouspensky and Their Followers behandelte zwar die Anhängerschaft der russischen Okkultisten, war aber für diese „okkultgläubige“ Zielgruppe in seiner Abfassung zu kritisch und in seiner Aufmachung zu akademisch, weshalb auch dieses Werk zunächst nur einen kleinen Leserkreis erreichte, zu dem Colin Wilson, Ellic Howe und Francis King gehörten.
Webb gilt heute als Pionier der Erforschung des Okkultismus und angrenzender Bereiche der Esoterik, und seine beiden Hauptwerke The Occult Underground und The Occult Establishment wurden ins Deutsche übersetzt. Der englische Religionswissenschaftler Nicholas Goodrick-Clarke untersuchte in seiner im Jahr 1982 erschienenen Dissertation die Ariosophie und die okkulten Wurzeln des Nationalsozialismus, wobei er sich besonders auf Webbs Arbeiten stützte, die Teilaspekten gewidmet waren.

## Schriften
- The Flight from Reason (= The Age of the Irrational. Band 1). Macdonald & Co., London 1971, ISBN 0-356-03634-0.
  - Neuauflage als: The Occult Underground. Open Court, La Salle IL 1974, ISBN 0-912050-46-2.
  - deutsch: Die Flucht vor der Vernunft. Politik, Kultur und Okkultismus im 19. Jahrhundert. Marix, Wiesbaden 2009, ISBN 978-3-86539-213-8.
- The Occult Establishment. Open Court, La Salle IL 1976, ISBN 0-912050-56-X.
  - deutsch: Das Zeitalter des Irrationalen. Politik, Kultur & Okkultismus im 20. Jahrhundert. Marix, Wiesbaden 2008, ISBN 978-3-86539-152-0.
- The Harmonious Circle. The Lives and Work of G. I. Gurdjieff, P. D. Ouspensky, and Their Followers. Putnam Publishing, New York NY 1980, ISBN 0-399-11465-3.